# Ère Kōan (Nanboku-chō)
Pour les articles homonymes, voir Ère Kōan.
L'ère Kōan (康安) est une des ères du Japon (年号) nengō, lit. « nom de l'année ») de la Cour du Nord durant l'époque Nanboku-cho après l'ère Enbun et avant l'ère Jōji. Cette ère couvre la période allant du mois de mars 1361 au mois de septembre 1362. L'empereur siégeant à Kyoto est Go-Kōgon-tennō (後光厳天皇). Le rival de Go-Kōgon à la Cour du Sud durant cette même période est l'empereur Go-Murakami (後村上天皇, Go-Murakami-tennō).

## Contexte de l'ère Nanboku-chō

Les sièges impériaux durant l'époque Nanboku-chō sont relativement proches l'un de l'autre mais géographiquement distincts. Ils sont conventionnellement identifiés ainsi :
Capital du nord : Kyoto
Capitale du sud : Yoshino.

Au cours de l'ère Meiji, un décret impérial daté du 3 mars 1911 établit que les monarques régnants légitimes de cette époque sont les descendants directs de l'empereur Go-Daigo par l'empereur Go-Murakami dont la Cour du Sud a été établie en exil à Yoshino, près de Nara.
Jusqu'à la fin de l'époque d'Edo, les empereurs usurpateurs (en supériorité militaire) et  soutenus par le shogunat Ashikaga sont erronément inclus dans les chronologies impériales  en dépit du fait incontestable que les insignes impériaux ne sont pas en leur possession.
Cette Cour du Nord illégitime est établie à Kyoto par Ashikaga Takauji.

## Changement d'ère
- 1361, aussi appelée Kōan gannen (康安元年?) : Le nom de la nouvelle ère est créé pour marquer un événement ou une succession d'événements. La précédente ère se termine quand commence la nouvelle, en  Embun 6.

Durant la même période, l'ère Shōhei (1346–1370) est le nengō équivalent pour la Cour du Sud.

## Événements de l'ère Kōan
- 1361 (Kōan 1, 6e mois) : Les chutes de neige sont inhabituellement fortes et il y a aussi un terrible incendie à Kyoto et un violent séisme[4].
- 1361 (Kōan 1) : Fondation par Sasaki Ujiyori du temple bouddhiste zen Eigen-ji, situé dans l'actuelle préfecture de Shiga et son premier abbé en est Jakushitsu Genkō[5].
- 1362 (Kōan 2) : Hosokawa Kiyouji et Kusunoki Masanori attaquent Kyoto; Ashikaga Yoshiakira s'enfuit mais regagne la capitale en vingt jours[6].